# Куалапу (Гаваї)
Куалапу (англ. Kualapuu) — переписна місцевість (CDP) в США, в окрузі Мауї штату Гаваї. Населення — 2110 осіб (2020).

## Географія
Куалапу розташований за координатами 21°9′18″ пн. ш. 157°3′51″ зх. д. / 21.15500° пн. ш. 157.06417° зх. д. (21.155039, -157.064243).  За даними Бюро перепису населення США в 2010 році переписна місцевість мала площу 76,38 км², з яких 76,02 км² — суходіл та 0,35 км² — водойми.

## Демографія
Згідно з переписом 2010 року, у переписній місцевості мешкало 2027 осіб у 583 домогосподарствах у складі 465 родин. Густота населення становила 27 осіб/км².  Було 671 помешкання (9/км²).
Расовий склад населення:
| - 33,0 % — вихідців з тихоокеанських островів - 13,8 % — азіатів - 8,4 % — білих - 0,3 % — чорних або афроамериканців |

До двох чи більше рас належало 44,1 %. Частка іспаномовних становила 6,5 % від усіх жителів.
За віковим діапазоном населення розподілялося таким чином: 30,9 % — особи молодші 18 років, 55,8 % — особи у віці 18—64 років, 13,3 % — особи у віці 65 років та старші. Медіана віку мешканця становила 34,0 року. На 100 осіб жіночої статі у переписній місцевості припадало 97,4 чоловіків;  на 100 жінок у віці від 18 років та старших — 97,3 чоловіків також старших 18 років.
Середній дохід на одне домашнє господарство  становив 59 160 доларів США (медіана — 43 750), а середній дохід на одну сім'ю — 62 361 долар (медіана — 51 394). Медіана доходів становила 35 962 долари для чоловіків та 41 583 долари для жінок. За межею бідності перебувало 16,5 % осіб, у тому числі 18,1 % дітей у віці до 18 років та 18,7 % осіб у віці 65 років та старших.
Цивільне працевлаштоване населення становило 781 особа. Основні галузі зайнятості: освіта, охорона здоров'я та соціальна допомога — 27,0 %, сільське господарство, лісництво, риболовля — 11,3 %, роздрібна торгівля — 9,5 %, мистецтво, розваги та відпочинок — 8,5 %.